# Ben Lamarche
Benoît „Ben“ Lamarche (* 7. Juli 1966 in Québec) ist ein ehemaliger kanadischer Eisschnellläufer und Shorttracker.

## Werdegang
Lamarche trat im Eisschnelllauf international erstmals in der Saison 1983/84 in Erscheinung. Dabei belegte er bei den Juniorenweltmeisterschaften 1984 in Assen den zehnten Platz im Kleinen Vierkampf und bei den Olympischen Winterspielen 1984 in Sarajevo den 36. Rang über 5000 m. In den folgenden Jahren wurde er bei den Juniorenweltmeisterschaften 1985 in Røros Sechster im Kleinen Vierkampf und lief bei der Sprintweltmeisterschaft 1985 in Heerenveen auf den 24. Platz sowie bei der Mehrkampfweltmeisterschaft 1986 in Inzell auf den 28. Platz im Großen Vierkampf. Zudem kam er bei der Mehrkampfweltmeisterschaft 1987 in Heerenveen auf den neunten Platz, bei der Mehrkampfweltmeisterschaft 1988 in Alma Ata auf den 19. Rang im Großen Vierkampf und bei den Olympischen Winterspielen 1988 in Calgary auf den 21. Platz über 5000 m, auf den 18. Rang über 1500 m sowie auf den zehnten Platz über 10.000 m. Von der Saison 1985/86 bis zur Saison 1987/88 nahm er an 24 Läufen im Eisschnelllauf-Weltcup teil und erreichte dabei im März 1988 in Inzell mit dem vierten Platz über 1500 m seine beste Platzierung in dieser Rennserie. Letztmals international startete er bei der Mehrkampfweltmeisterschaft 1990 in Innsbruck und errang dabei den 22. Platz im Großen Vierkampf. Ab der Saison 200/01 nahm er an Master-Wettbewerben teil und holte in den Jahren 2001 sowie 2007 bei den Weltmeisterschaften jeweils die Goldmedaille im Kleinen Vierkampf. Im Shorttrack nahm er an den Weltmeisterschaften 1983 in Tokio teil und gewann dabei die Goldmedaille mit der Staffel. Seine Schwester Marie-Pierre Lamarche war ebenfalls als Eisschnellläuferin aktiv.

## Erfolge

### Olympische Spiele
- 1984 Sarajevo: 36. Platz 5000 m
- 1988 Calgary: 10. Platz 10.000 m, 18. Platz 1500 m, 21. Platz 5000 m

### Mehrkampf-Weltmeisterschaften
- 1986 Inzell: 28. Platz Großer Vierkampf
- 1987 Heerenveen: 9. Platz Großer Vierkampf
- 1988 Almaty: 19. Platz Großer Vierkampf
- 1990 Innsbruck: 22. Platz Großer Vierkampf

### Sprint-Weltmeisterschaften
- 1985 Heerenveen: 24. Platz Sprint-Mehrkampf

### Shorttrack-Weltmeisterschaften
- 1983 Tokio: 1. Platz Staffel

## Persönliche Bestleistungen im Eisschnelllauf
| Disziplin | Zeit         | Datum             | Ort     |
| --------- | ------------ | ----------------- | ------- |
| 500 m     | 37,72 s      | 22. Februar 2007  | Calgary |
| 1000 m    | 1:15,04 min  | 28. Dezember 1987 | Calgary |
| 1500 m    | 1:53,85 min  | 23. Februar 2007  | Calgary |
| 3000 m    | 4:01,51 min  | 21. November 1987 | Calgary |
| 5000 m    | 6:54,45 min  | 4. Dezember 1987  | Calgary |
| 10.000 m  | 14:20,15 min | 6. Dezember 1987  | Calgary |